# Distrikt Chavín de Huántar

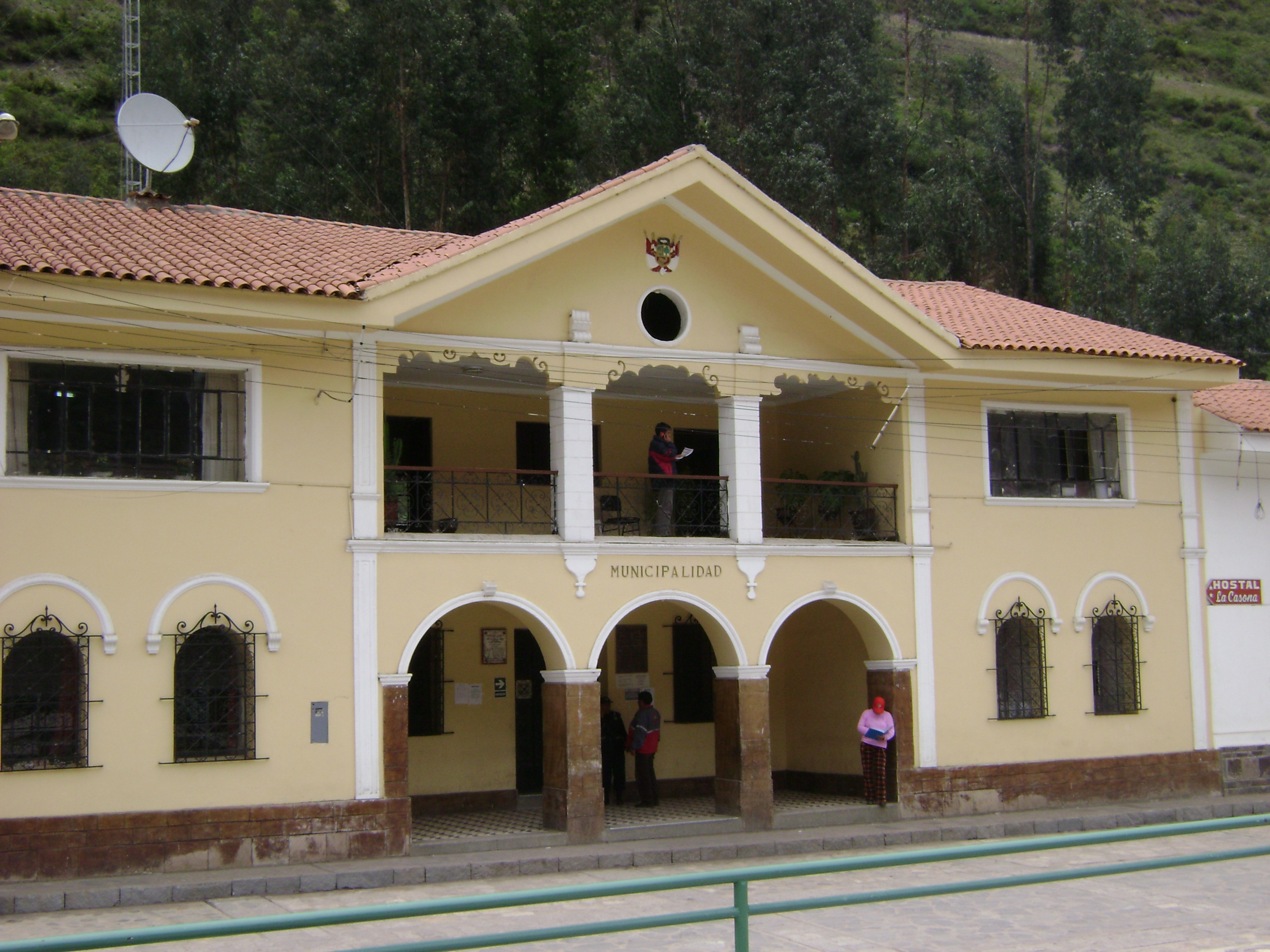
Distriktverwaltung

Der Distrikt Chavín de Huántar liegt in der Provinz Huari in der Region Ancash im zentralen Westen von Peru. Der Distrikt wurde am 17. Oktober 1893 gegründet. Er hat eine Fläche von 434,13 km². Beim Zensus 2017 wurden 7971 Einwohner gezählt. Im Jahr 1993 lag die Einwohnerzahl bei 9256, im Jahr 2007 bei 9088. Verwaltungssitz des Distriktes ist die am linken Flussufer des Río Mosna auf einer Höhe von 3137 m gelegene Kleinstadt Chavín de Huántar mit 2384 Einwohnern (Stand 2017). Es gibt eine Straßenverbindung aus dem Mosna-Tal über das Gebirge nach Westen zu der Ortschaft Cátac in der Provinz Recuay. Im Distrikt befindet sich der bekannte archäologische Fundplatz Chavín de Huántar.

## Geographische Lage
Der Distrikt Chavín de Huántar liegt an der Ostflanke der Cordillera Blanca, die einen teils vergletscherten Abschnitt der peruanischen Westkordillere bildet. Der Distrikt befindet sich im westlichen Süden der Provinz Huari und erstreckt sich entlang dem linken Flussufer des nach Norden strömenden Río Mosna. Die westliche Distriktgrenze bildet der Hauptkamm der Cordillera Blanca. Im äußersten Nordwesten liegt der 6395 m hohe Nevado Huantsán. Der Westteil des Distrikts liegt im Nationalpark Huascarán. 
Der Distrikt Chavín de Huántar grenzt im Südwesten an die Distrikte Cátac und Ticapampa (beide in der Provinz Recuay), im Nordwesten an die Distrikte Olleros und Huaraz (beide in der Provinz Huaraz), im Norden an den Distrikt Huántar, im Osten an den Distrikt San Marcos sowie im Süden an den Distrikt Aquia (Provinz Bolognesi).